# 42Y busz (Debrecen)

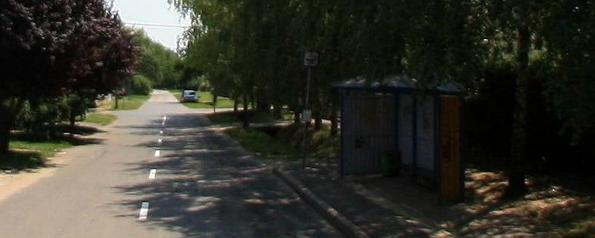
Vadász utca

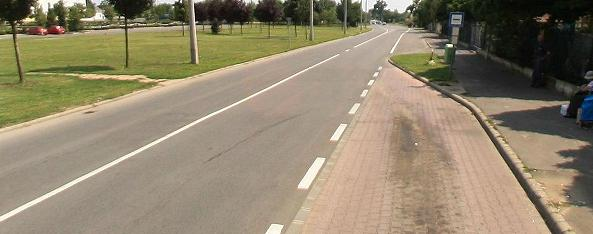
Kishatár utca

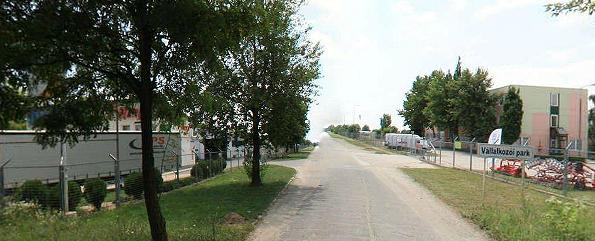
Nyugati Ipari Park

A debreceni 42Y busz a Vadász utca és a Nyugati Ipari Park között közlekedik. Útvonala során érinti a belvárost, Tégláskertet, Tégláskerti iskolát, Salakmotorpályát, Debreceni Erőműt, Nagyállomást, Helyközi autóbusz-állomást, Segner tért, Alföldi Nyomdát, Kenézy Gyula Kórházat, Nagysándor József Általános Iskolát, Nagysándor telepet és a Nyugati Ipari Parkot. A 42Y buszon felül közlekednek 42-es és 47-es jelzéssel is járatok.
Jelenlegi menetrendje 2011. november 7-től érvényes.

## Járművek
A viszonylaton Alfa Cívis 12 szóló buszok közlekednek.

## Útvonala
| Vadász utca– Nyugati Ipari Park | Nyugati Ipari Park – Vadász utca |
| --- | --- |
| - Vadász utca - Tégláskert utca - Halász utca - Balaton utca - Gázvezeték utca - Mikepércsi út - Homokkerti felüljáró - Wesselényi utca - Nagyállomás - Piac utca - Széchenyi utca - Nyugati utca - Pesti utca - Bartók Béla út - Szotyori utca - Kishegyesi út - Pósa utca - Kishatár utca | - Kishatár utca - Torockó utca - Pósa utca - Kishegyesi út - Szotyori utca - Bartók Béla út - Pesti utca - Nyugati utca - Széchenyi utca - Piac utca - Nagyállomás - Homokkerti felüljáró - Mikepércsi út - Epreskert utca - Gázvezeték utca - Balaton utca - Vadász utca |

### Vadász utca – Nyugati Ipari Park
| idő | megállóhely neve          | átszállási kapcsolatok                                                            |
| --- | ------------------------- | --------------------------------------------------------------------------------- |
| 0   | Vadász utca               | 42, 47                                                                            |
| 2   | Tégláskerti Iskola        | 42, 47                                                                            |
| 3   | Téglás utca               | 42, 47                                                                            |
| 4   | Balaton utca              | 42, 47                                                                            |
| 5   | Kanális utca              | 42, 47                                                                            |
| 6   | Salakmotorpálya           | 42, 47                                                                            |
| 7   | Bádogos utca              | 42, 47                                                                            |
| 8   | Gázvezeték utca           | 42, 47                                                                            |
| 10  | Leiningen utca            | 18Y, 42, 44, 47                                                                   |
| 12  | Debreceni erőmű           | 18, 18Y, 42, 44, 47                                                               |
| 15  | Nagyállomás (aluljáró)    | 18, 18Y, 42, 43, 44, 47 2, 2A                                                     |
| 19  | Petőfi tér                | 10, 10A, 10Y, 31, 32, 34, 35, 35Y, 36, 42                                         |
| 21  | Piac utca, központ        | 10, 10A, 10Y, 31, 32, 34, 35, 35Y, 36, 42, CORA 1                                 |
| 23  | Hal köz                   | 10, 10A, 10Y, 25, 25Y, 32, 34, 35, 35Y, 36, 41, 41Y, 45, 45H, 42, CORA 1 3, 3A, 4 |
| 25  | Helyközi autóbusz-állomás | 10, 10A, 10Y, 25, 25Y, 32, 34, 35, 35Y, 36, 41, 41Y, 42, 45, 45H, CORA 1          |
| 27  | Segner tér                | 10, 10A, 10Y, 25, 25Y, 32, 34, 35, 35Y, 36, 42, 45, 45H, 46, 46Y, 46E             |
| 29  | Károli Gáspár tér         | 11, 42, 43                                                                        |
| 30  | Kenézy Gyula Kórház       | 42, 43                                                                            |
| 31  | Vág utca                  | 42, 43                                                                            |
| 32  | Szotyori utca             | 42                                                                                |
| 33  | Karacs Ferenc utca        | 42                                                                                |
| 34  | Építők útja               | 17, 17A, 42, 46, 46Y, CORA 1                                                      |
| 36  | Tegez utca                | 17, 17A, 42, 43, 46, 46Y                                                          |
| 37  | Pósa utca                 | 42, 43, CORA 1                                                                    |
| 38  | Világos utca              | 42, 43                                                                            |
| 39  | Torockó utca              | 42, 43                                                                            |
| 40  | Házgyár utca              | 42, 43                                                                            |
| 42  | Bevásárlóközpontok        | 21, 33, 33Y, 33E                                                                  |
| 44  | Nyugati Ipari Park        | 21                                                                                |

### Nyugati Ipari Park - Vadász utca
| idő | megállóhely neve          | átszállási kapcsolatok                                                                                  |
| --- | ------------------------- | --- |
| 0   | Nyugati Ipari Park        | 21 |
| 1   | NYIP, Szervizút 1.        | 21 |
| 2   | NYIP, Szervizút 2.        | 21 |
| 3   | Kishatár utca             | 42, 43                                                                                                  |
| 4   | Házgyár utca              | 42, 43                                                                                                  |
| 5   | Torockó utca              | 42, 43                                                                                                  |
| 6   | Világos utca              | 42, 43                                                                                                  |
| 8   | Pósa utca                 | 17, 17A, 42, 43, 46, 46Y, 46E                                                                           |
| 10  | Építők útja               | 17, 17A, 42, 43, 46, 46Y                                                                                |
| 11  | Karacs Ferenc utca        | 42 |
| 12  | Bartók Béla út            | 42, 43                                                                                                  |
| 13  | Vág utca                  | 42, 43                                                                                                  |
| 14  | Kenézy Gyula Kórház       | 11, 42, 43                                                                                              |
| 16  | Pesti utca                | 12, 24, 24Y, 34, 34A, 35, 35A, 35E, 35Y, 351, 36, 36A, 36E, 42                                          |
| 18  | Segner tér                | 10, 10A, 10Y, 25, 25Y, 32, 34, 35, 35Y, 36, 42, 45, 45H, 46, 46Y, 46E 5, 5A, 3, 3A                      |
| 20  | Helyközi autóbusz-állomás | 10, 10A, 10Y, 19, 25, 25Y, 32, 34, 35, 35E, 35Y, 36, 36E, 41, 41Y, 42, 45, 45H                          |
| 22  | Kistemplom                | 10, 10A, 10Y, 31, 32, 34, 35, 35E, 36, 36E, 42Y                                                         |
| 25  | Petőfi tér                | 10, 10A, 10Y, 31, 32, 34, 35, 35E, 36, 36E, 42                                                          |
| 27  | Nagyállomás (felüljáró)   | 10, 10A, 10Y, 16, 18, 18Y, 21, 30, 30A, 30I, 31, 32, 34, 35, 36, 37, 39, 42, 43, 44, 46, 46Y, 46E 5, 5A |
| 30  | Debreceni erőmű           | 18Y, 42, 44, 47                                                                                         |
| 32  | Epreskert utca            | 42, 47                                                                                                  |
| 33  | Gázvezeték utca           | 42, 47                                                                                                  |
| 34  | Bádogos utca              | 42, 47                                                                                                  |
| 35  | Salakmotorpálya           | 42, 47                                                                                                  |
| 36  | Kanális utca              | 42, 47                                                                                                  |
| 37  | Balaton utca              | 42, 47                                                                                                  |
| 38  | Téglás utca               | 42, 47                                                                                                  |
| 39  | Tégláskerti Iskola        | 42, 47                                                                                                  |
| 40  | Vadász utca               | 42, 47                                                                                                  |

## Járatsűrűség
Az első járat 4:40, az utolsó járat 22:12-kor indul.
Tanítási időszakban, tanszünetben, és hétvégén is egész nap félóránként járnak, kivéve a 4. és 21. órában csak 1 járat indul.
Hétvégén 4,5,7,15,16,17,19,20 és 22 órakor csak 1 járat indul, viszont nem indul 21 órakor.
Pontos indulási idők itt.